# طب اجتماعي
يبحث حقل الطب الاجتماعي في:

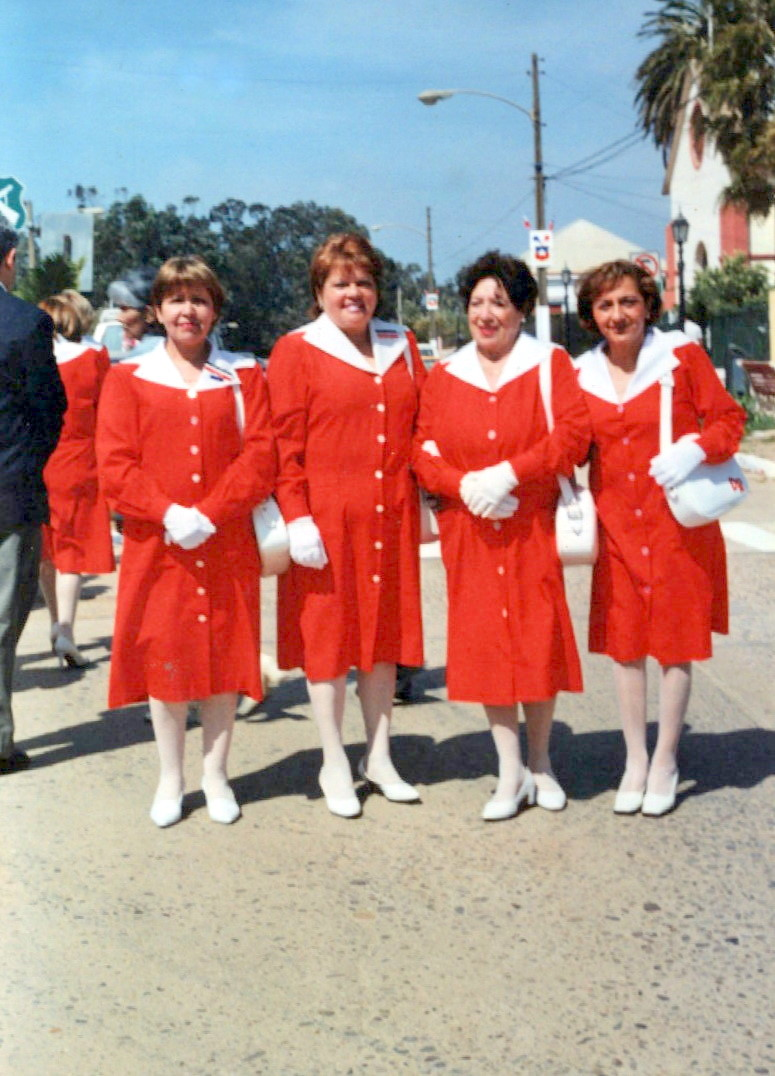
A group of تشيليan 'Damas de Rojo', volunteers on their local hospital and a clear example of social medicine.

- فهم كيفية تأثير الظروف الاجتماعية والاقتصادية على الصحة والمرض والتدرب على الطب فضلا عن
- تعزيز الظروف التي يمكن بفضلها أن يؤدي ذلك الفهم إلى بناء مجتمع أكثر صحة.

إن هذا النوع من الدراسة بدأ بشكل أساسي في بداية القرن التاسع عشر، حيث أدت الثورة الصناعية وما تبعها من انتشار الفقر والمرض بين صفوف العمال إلى زيادة القلق بشأن تأثير العوامل الاجتماعية على صحة الفقراء.
ومن الشخصيات البارزة في عالم الطب الاجتماعي كل من رودولف فيرشو وسلفادور الليندي ، ومؤخرا برز نجم بول فارمر وجيم يونغ كيم.
وعلى وجه الخصوص فقد صرح فارمر وآخرون في عام (2006) بأن " الفهم البيولوجي الاجتماعي للظواهر الطبية مثل [المحددات الاجتماعية للصحة] هو أمر نحتاجه بشكل ضروري  " حيث كانت وجهة نظر بول تتمثل في أن الطب الحديث يركز على المستوى الفردي، وأن هناك "فجوة" بين التحليل الاجتماعي والممارسات الطبية اليومية. علاوة على ذلك، فقد منح فارمر ونيزي وسولاك إضافة إلى كيشافجي الطب الاجتماعي أهمية متزايدة وأظهروه بأنه بحث علمي "اجتماعي" أكثر فأكثر. كما أشار الأخير إلى "...الغرض من طرح سؤال بيولوجي فقط حول الماهية الحقيقية للظواهر الييولوجية الاجتماعية" ".
عموما فإن حقل الطب الاجتماعي مدرج اليوم من قبل جهود الصحة العامة لفهم ما يعرف على أنه المحددات الاجتماعية للصحة.

## وصلات أخرى
قسم الطب الاجتماعي:
- http://ghsm.hms.harvard.edu/
- http://www.med.unc.edu/wrkunits/2depts/soclmed/
- http://dahsm.medschool.ucsf.edu/
- http://www.montefiore.org/prof/departments/family/
- http://www.mcgill.ca/ssom/

مقالات تناقش الطب الاجتماعي:
- http://monthlyreview.org/what_is_social_medicine?